# Byrrhus aenescens
Byrrhus aenescens là một loài bọ cánh cứng trong họ Byrrhidae. Loài này được Korotyaev miêu tả khoa học năm 1997.